# Pteris cretica
Pteris cretica es una especie de helecho del género Pteris, perteneciente a la familia Pteridaceae. Se encuentra en América. 

## Descripción
Es un helecho con rizoma cortamente rastrero; las hojas de 0.15-0.8 m; pecíolo generalmente más largo que la lámina, casi glabro, carente de espinas, pajizo; lámina 15-30 cm de ancho, 1-2-pinnada, la base truncada; pinnas basales enteras o serradas más allá de la base, comúnmente 1-bifurcadas en la base, el segmento basal basiscópico casi tan largo como las pinnas y casi libre, entero o serrado; pinnas suprabasales 1-5 pares, de 1-1.7 cm de ancho, lineares, enteras a 1-pinnadas, cortamente pediculadas, las distales pasan a sésiles, adnatas y decurrentes, los márgenes (en donde no soríferos) serrulados; raquis y costas glabros o con unas pocas escamas en las uniones, inermes, pajizos, sin aristas; nervaduras libres.

## Distribución y hábitat
Se encuentra en los bosques, matorrales, barrancas, laderas rocosas expuestas, a una altitud de 1700-2700(-3200) m s. n. m., desde el sur de Florida, México, Mesoamérica, Perú, Brasil, Argentina, Jamaica, Viejo Mundo.
Pteris cretica es común en México y Guatemala, pero rara en el resto de Latinoamérica, en donde probablemente ha escapado del cultivo. La especie es popular en cultivo por sus numerosas formas variegadas. 

## Taxonomía
Pteris cretica fue descrita por Carlos Linneo y publicado en Mantissa Plantarum 1: 130. 1767.
Sinonimia
- Pteris serraria Sw.
- Pteris treacheriana Baker
- Pteris trifoliata Fée
- Pteris triphylla M. Martens & Galeotti
- Pycnodoria cretica (L.) Small[2]

var. laeta (Wall. ex Ettingsh.) C.Chr. & Tardieu
- Pteris cretica var. cartilagidens H. Christ
- Pteris cretica var. rosthornii Diels
- Pteris laeta Wall. ex Ettingsh.[3]

var. nervosa (Thunb.) Ching & S.H.Wu
- Pteris nervosa Thunb.
- Pteris pentaphylla Willd.
- Pteris serrulata var. intermedia H. Christ	[4]